# Diedrich Hobbie
Hinrich Anton Diedrich Hobbie (* 1. Februar 1897 in Süderschweiburg; † 28. April 1949 in Hassel) war ein deutscher Landwirt und Politiker (NSDAP). Er war von 1928 bis 1933 Abgeordneter des Oldenburgischen Landtages.

## Leben
Hobbie war als Pächter und Landwirt in Hassel und Hollen bei Wiefelstede tätig. Ab 1920 war er Mitglied eines Amtsrates im Oldenburger Land.
Zum 1. März 1928 trat er in die NSDAP (Mitgliedsnummer 77.719) und die SA ein. Hobbie war von 1928 bis 1933 Abgeordneter im Oldenburgischen Landtag, dort längerfristig Mitglied des Verwaltungsausschusses und ab 1932 Mitglied des Finanzausschusses. Während des Gleichschaltungsprozesses wurde er in der einzigen Sitzung der letzten Legislaturperiode am 25. Mai 1933 zum Ersten Vizepräsidenten des Landtags gewählt. Von 1933 bis 1935 war er Gemeindevorsteher bzw. Bürgermeister in Wiefelstede. Ab 1933 war er Landesobmann und Hauptabteilungsleiter der Landesbauernschaft Oldenburg (1937 umbenannt in Landesbauernschaft Weser-Ems). Am 12. Mai 1936 wurde er zum SS-Sturmbannführer ernannt (SS-Nummer 276.331).
Im November 1937 wurde Hobbie nach zwei Verkehrsstrafverfahren wegen Körperverletzung im alkoholisierten Zustand zu einem Monat Gefängnis verurteilt; die Haftstrafe wurde am 30. April 1938 per Amnestie aufgehoben. Während des Zweiten Weltkriegs war er von September 1941 bis Februar 1942 landwirtschaftlicher Sonderführer in der Ukraine. Im Oktober 1944 wurde er erneut zur Wehrmacht eingezogen, im Februar 1945 in Dresden und im Anschluss an der Neiße eingesetzt. Anfang Mai 1945 geriet er bei Eger in Kriegsgefangenschaft.
In der Folgezeit wurde Hobbie bis 1946 im Internierungslager Esterwegen untergebracht, danach bis zu seiner Entlassung 1948 in Westertimke und Sandbostel. In einem Spruchkammerverfahren verurteilte ihn das Spruchgericht Stade im Februar 1948 zu vier Monaten Gefängnis, eine Berufung wurde vom Obersten Spruchgerichtshof in Hamm verworfen. Vom Entnazifizierungsausschuss wurde Hobbie in die Kategorie IV („Mitläufer“) eingestuft.
Nach seiner Haftentlassung kehrte er zurück nach Hassel und nahm dort seine Tätigkeit in der Landwirtschaft wieder auf.
Diedrich Hobbie war verheiratet und hatte vier Kinder.